# 莫拉 (埃武拉區)
38°56′N 8°9′W / 38.933°N 8.150°W

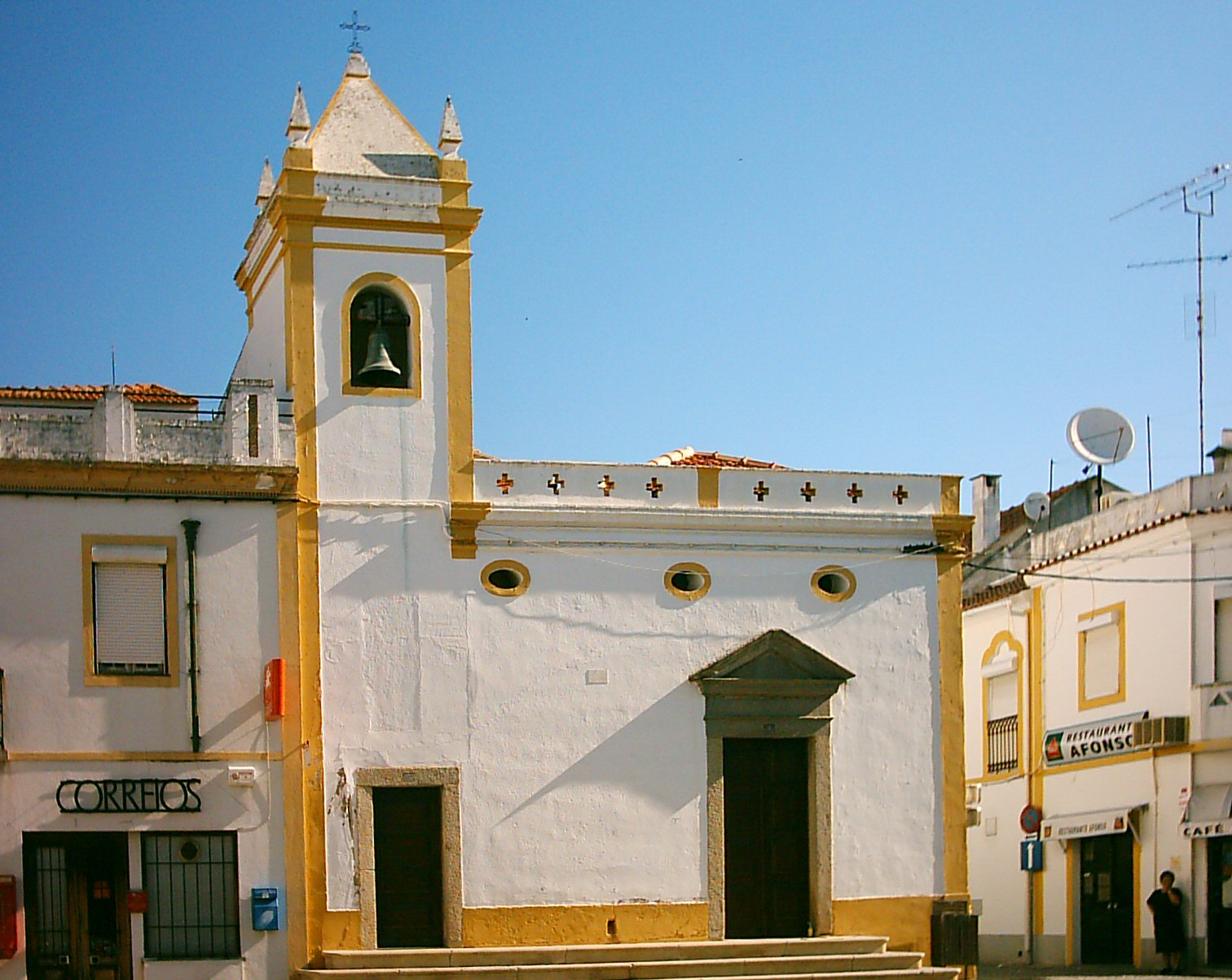

莫拉（葡萄牙語：Mora），是葡萄牙的城鎮，位於該國中南部，由埃武拉區負責管轄，始建於1519年，面積443.95平方公里，2011年人口4,978，該城鎮人口密度每平方公里11.21人。